# Pimelea flava
Pimelea flava är en tibastväxtart. Pimelea flava ingår i släktet Pimelea och familjen tibastväxter.

## Underarter
Arten delas in i följande underarter:
- P. f. dichotoma
- P. f. flava